# Езра Милер
Езра Метју Милер (енгл. Ezra Matthew Miller; Вајкоф, 30. септембар 1992) је амерички глумац. Дугометражни филмски деби остварује у филму После школе (2008). Милер глуми Кевина у драми Морамо да разговарамо о Кевину (2011) и глуми у филмској адаптацији Чарлијев свет (2012). Током 2015, Милер глуми у драми Станфордски затворски експеримент и комедији Хаос у најави. Милер тумачи и Криденса Голокоста у филмовима Фантастичне звери, Фантастичне звери и где их наћи (2016), Гринделвалдови злочини (2018) и Тајне Дамблдора (2022).
Милер је такође тумачио Берија Алена / Флеша у Проширеном DC универзуму, почевши са камео улогама у филмовима Бетмен против Супермена: Зора праведника (2016) и Одред отписаних (2016) и касније као једна од главних улога у филмовима Лига правде (2017) и Флеш (2023). Милер током 2020. репризира улогу Берија Алена у телевизијском кросоверу Криза на бесконачним Земљама на мрежи The CW.

## Филмографија
| Улоге на филму |                                           |               |                                |             |
| Година         | Српски назив                              | Изворни назив | Улога                          | Напомена    |
| 2008.          |                                           |               | Роберт                         |             |
| 2009.          |                                           |               | Винсент „Вини” Ризо Млађи      |             |
| 2010.          |                                           |               | Еди „Гонзо” Гилман             |             |
| 2010.          |                                           |               | Џона                           |             |
| 2011.          |                                           |               | Елиот Хелман                   |             |
| 2011.          |                                           |               | Џејк Тарнер                    | кратки филм |
| 2011.          | Морамо да разговарамо о Кевину            |               | Кевин Хачадурјан               |             |
| 2012.          | Чарлијев свет                             |               | Патрик                         |             |
| 2014.          |                                           |               | Леон Дапјуис                   |             |
| 2015.          |                                           |               | Данијел Калп / затвореник 8612 |             |
| 2015.          | Хаос у најави                             |               | Доналд                         |             |
| 2016.          | Бетмен против Супермена: Зора праведника  |               | Бери Ален / Флеш               |             |
| 2016.          | Одред отписаних                           |               | Бери Ален / Флеш               | камео       |
| 2016.          | Фантастичне звери и где их наћи           |               | Криденс Голокост               |             |
| 2017.          | Лигра правде                              |               | Бери Ален / Флеш               |             |
| 2018.          | Фантастичне звери: Гринделвалдови злочини |               | Криденс Голокост               |             |
| 2021.          | Лига правде Зека Снајдера                 |               | Бери Ален / Флеш               |             |
| 2022.          | Фантастичне звери: Тајне Дамблдора        |               | Криденс Голокост               |             |
| 2023.          | Флеш                                      |               | Бери Ален / Флеш               |             |

| Улоге на телевизији |                                          |               |                      |                                         |
| Година              | Српски назив                             | Изворни назив | Улога                | Напомена                                |
| 2008.               |                                          |               | насилник             | 1 епизода                               |
| 2008.               | Калифорникација                          |               | Дејмијен Патерсон    | 5 епизода                               |
| 2009.               | Ред и закон: Одељење за специјалне жртве |               | Итан Морс            | епизода: „Симпатија”                    |
| 2009—2010.          |                                          |               | Такер Брајант        | 5 епизода                               |
| 2020.               | Стрела                                   |               | Бери Ален / Флеш     | епизода: „Кризе на бесконачним Земљама” |
| 2020.               |                                          |               | смећар               | 4 епизоде                               |
| 2021.               |                                          |               | Д. А. Синклер (глас) |                                         |